# Nattawut Salae
Nattawut Salae (thailändisch ณัฐวุฒิ สาและ, * 9. August 1994 in Nakhon Si Thammarat) ist ein thailändischer Fußballspieler.

## Karriere
Nattawut Salae stand bis Ende 2018 beim Viertligisten Bankhai United FC in Ban Khai unter Vertrag. Vorher spielte er bei Muangthong United, Nakhon Nayok FC, Deffo FC, Hat Yai FC, Prachinburi FC und dem Phrae United FC. Mit Bankhai United spielte er in der Eastern Region der Liga. Am Ende der Saison feierte er mit dem Verein die Meisterschaft der Region. In den Aufstiegsspielen zur dritten Liga konnte man sich jedoch nicht durchsetzen. Am 1. Januar 2019 verpflichtete ihn der in der North/Eastern Region der vierten Liga spielende Muang Loei United FC. Auch mit dem Verein aus Loei feierte er am Ende der Saison die Meisterschaft und den Aufstieg in die dritte Liga. Die Saison 2020/21 wurde er mit Loei Vizemeister der North/Eastern Region. Im Mai 2021 unterschrieb er einen Vertrag beim Drittligisten Phitsanulok FC. Der Klub aus Phitsanulok spielte in der Northern Region der Liga. Mit Phitsanulok wurde er am Ende der Saison Vizemeister. In den Aufstiegsspielen zur zweiten Liga konnte man sich nicht durchsetzen. Der Erstligaabsteiger Suphanburi FC aus Suphanburi nahm ihn im Juni 2022 unter Vertrag. Sein Zweitligadebüt gab Nattawut Salae am 14. August 2022 (1. Spieltag) im Heimspiel gegen den Customs United FC. Bei dem 2:0-Erfolg stand er in der Startelf und spielte die kompletten 90 Minuten. Nach 61 Ligaspielen wechselte er im Sommer 2024 zum Zweitligaaufsteiger Mahasarakham FC. Nach einer Spielzeit, in der er 26 Ligaspiele bestritt, wurde sein Vertrag im Sommer 2025 nicht verlängert. Im Juli 2025 nahm ihn der ebenfalls in der zweiten Liga spielende Nakhon Si United FC unter Vertrag.

## Erfolge
Bankhai United FC
- Thai League 4 – East: 2018

Muang Loei United FC
- Thai League 4 – North/East: 2019  ▲